# Bixby
Bixby — віртуальний помічник, розроблений Samsung Electronics.
20 березня 2017 року Samsung анонсувала голосовий цифровий помічник на ім'я «Bixby». Bixby було представлено разом із Samsung Galaxy S8 і S8+, а також Samsung Galaxy Tab A протягом заходу Samsung Galaxy Unpacked 2017 року, який проходив 29 березня 2017. Samsung офіційно оприлюднила Bixby за тиждень до запуску, але зробила його першу появу лише протягом заходу. Bixby також може бути сайдлоадено на старіші пристрої Galaxy, що працюють на Android Nougat.
Bixby представляє основне перезавантаження для S Voice — застосунок голосового помічника Samsung, введеного 2012 року з Galaxy S III.
У травні 2017 року Samsung анонсувала, що Bixby прийде до її лінійки холодильників Family Hub 2.0, роблячи її першим немобільним продуктом із віртуальним помічником.
У жовтні 2017 року Samsung анонсувала випуск Bixby 2.0 протягом своєї щорічної конференції розробників у Сан-Франциско. Нова версія повинна бути розгорнута на лінійці пов'язаних продуктів компанії, включно зі смартфонами, телевізорами та холодильниками. Більше того, третім особам буде дозволено розробляти застосунки для Bixby за допомогою Samsung Developer Kit.

## Можливості
Bixby поставляється з трьома частинами, відомими як «Bixby Voice», «Bixby Vision» і «Bixby Home».
«Bixby Voice» — назва методу активації Bixby, назвавши його чи довго натиснувши Кнопку Bixby, розміщену під коромислом гучності. До випуску телефону Кнопка Bixby була перепрограмованою та могла встановлюватися на відкриття інших застосунків або помічників, як-от Google Assistant. Ближче до випуску телефону, проте, цю здатність було вилучено з оновленням прошивки, але може бути remapped за допомогою сторонніх застосунків. «Bixby Vision» — камера доповненої реальності, що може визначати об'єкти в реальному часі та потенційно пропонувати користувачеві придбати їх онлайн, перекласти текст, читати QR-коди та розпізнавати орієнтири. «Bixby Home» — вертикально прокручуваний список інформації, з якою Bixby може взаємодіяти[прояснити], наприклад, погода, фітнес-діяльність і кнопки управління гаджетами їхнього розумного дому.
Спочатку Bixby підтримував три мови: англійську, корейську та китайську. Він також підтримує контекстний і візуальний пошуки.

## Доступність мов і країн
Samsung доповіла, що Bixby не функціюватиме в американській версії Samsung Galaxy S8 і S8+, коли пристрої будуть уперше відправлені споживачам 21 квітня 2017. Samsung заявила, що ключові можливості Bixby, включно з Vision, Home та Reminder, будуть доступні зі глобальним запуском смартфонів. Bixby Voice повинен був стати доступним у США на Galaxy S8 і S8+ пізніше тієї весни. Проте, випуск англійської версії було відкладено через проблеми Samsung з повним розумінням Bixby мови.
Станом на квітень 2018 року Bixby доступний у понад 195 країнах, але тільки корейською, англійською (тільки США) та китайською (мандаринською) мовами. Китайська версія Bixby доступна тільки на пристроях, які офіційно продаються на материковому Китаї. Bixby корейською було запущено 1 травня 2017 (KST).
Станом на грудень 2018 року Samsung Electronics розгорнула функцію голосових команд Bixby французькою мовою.
20 лютого 2019 року Samsung Electronics Co., Ltd. анонсувала нові мови — британську англійську, німецьку, італійську й іспанську (Іспанія).

## Сумісні пристрої

### Флагманські смартфони та планшети

#### Galaxy S
- Samsung Galaxy S10 (включно з S10+, S10e та S10 5G)
- Samsung Galaxy S9 (включно з S9+)
- Samsung Galaxy S8 (включно з S8+)
- Samsung Galaxy S8 Active
- Samsung Galaxy S7 (включно з S7 Edge тільки з Bixby Home та Reminder через APK; натомість використовується S Voice)
- Samsung Galaxy S6 (включно з S6 Edge тільки з Bixby Home та Reminder через APK; натомість використовується S Voice)
- Samsung Galaxy Tab S5e (Bixby 2.0)

### Galaxy Note
- Samsung Galaxy Note Fan Edition (тільки Bixby Home, Reminder і Vision (Vision доступний на Android Oreo); натомість використовується S Voice)
- Samsung Galaxy Note 8
- Samsung Galaxy Note 9

### Смартфони та планшети середнього діапазону

#### Galaxy A
- Samsung Galaxy A80 (2019) (Bixby Home, Voice, Vision, Reminder і Routines)
- Samsung Galaxy A70 (2019) (Bixby Home, Voice, Vision і Reminder)
- Samsung Galaxy A50 (2019) (Bixby Home, Voice, Vision, Reminder і Routines)
- Samsung Galaxy A30 (2019) (Bixby Home і Reminder)
- Samsung Galaxy A8 (2018) (включно з A8+; тільки Bixby Home, Reminder і Vision)
- Samsung Galaxy A8 Star/A9 Star (тільки Bixby Home, Reminder і Vision)
- Samsung Galaxy A8s/A9 Pro (2019) (тільки Bixby Home, Reminder і Vision)
- Samsung Galaxy A7 (2018)[en] (тільки Bixby Home, Reminder і Voice)
- Samsung Galaxy A9 (2018)[en]
- Samsung Galaxy A6 / A6+[en] (Bixby Home та Vision)
- Samsung Galaxy A7 (2017)[en] (доступний тільки користувачам у Південній Кореї; тільки Bixby Home та Reminder)[22]
- Samsung Galaxy Tab A 8.0 (2017) (тільки Bixby Home та Reminder)[23]
- Samsung Galaxy Tab A 10.5 (Bixby Home, Reminder і Vision)

#### Galaxy J
- Samsung Galaxy J3 (2016)[en] (Bixby Home, Reminder тільки через APK)
- Samsung Galaxy J5 (2016) (Bixby Home, Reminder тільки через APK)
- Samsung Galaxy J7 (2016) (Bixby Home, Reminder тільки через APK)
- Samsung Galaxy J3 (2017) (Bixby Home, Reminder тільки через APK)
- Samsung Galaxy J4 (2018) (Bixby Home)
- Samsung Galaxy J5 (2017) (Bixby Home, Reminder тільки через APK)
- Samsung Galaxy J7 (2017) (Home, Reminder тільки через APK)
- Samsung Galaxy J7+ (2017)
- Samsung Galaxy J6 (2018)
- Samsung Galaxy J6+ (2018)

#### Galaxy C
- Samsung Galaxy C8 (тільки Bixby Home, Reminder і Bixby Vision)

### Розумні динаміки
- Galaxy Home[en][24]